# Paula Dombrowski
Paula Dombrowski (* 1975 in Halle (Saale)) ist eine deutsche Schauspielerin.

## Leben
Paula Dombrowski absolvierte ihre Schauspielausbildung ab 1997 an der Hochschule für Schauspielkunst „Ernst Busch“ Berlin. Nach ihrer Ausbildung war sie am Schauspielhaus Zürich bis 2004 engagiert und wurde in dieser Zeit 2002 vom Theatermagazin Theater heute zur besten Nachwuchsschauspielerin gewählt. Danach wechselte sie zum Thalia Theater nach Hamburg, wo sie bis 2009 spielte. 2005 wurde sie von der Körber-Stiftung mit dem Boy-Gobert-Preis geehrt. Zu Beginn der Spielzeit 09/10 ging Dombrowski ans Deutsche Theater Berlin.
2010 verließ sie die Bühne und war seitdem freischaffend als Dozentin an verschiedenen Schauspielschulen tätig, u. a. am Thomas-Bernhard-Institut des Mozarteum Salzburg und an der Universität der Künste Berlin. Im Jahr 2013 gründete sie zusammen mit der Schauspielerin Esther Vorwerk und dem Musiker Sebastian Deufel „Annja Hofft“. Unter diesem Label entstand 2014 die Produktion „Draußen“, wo sie zum ersten Mal Regie führte. Seit 2016 ist sie auch wieder als Schauspielerin tätig.
Paula Dombrowski lebt in Berlin.

## Film
- Der Mann im Strom (2005; TV)
- Reife Leistung  (2005; TV)
- Die Braut von der Tankstelle (2005; TV)
- Soko Köln: Herzen in Not (2006; TV-Serie)
- Hurenkinder (2006; TV)
- Die Todesautomatik (2006; TV)
- Maria Stuart – Thalia Theater Hamburg (2008)
- Küstenwache: Verrat (2008; TV-Serie)
- Polizeiruf 110: Endstation (2016; TV)

## Bühne
Schauspielhaus Zürich 2001–2004  (Auswahl)
- Kleine Zweifel (Monolog) von Theresia Walser – Regie: Christina Rast
- Luise in Unwetter von August Strindberg – Regie: Werner Düggelin
- Dina in Die Stützen der Gesellschaft von Henrik Ibsen – Regie: Andreas Kriegenburg
- Penthesilea in Penthesilea  von Heinrich von Kleist – Regie: Christina Rast
- Sonja in Apres soleil von Peter Stamm – Regie: Christiane Pohle
- Eve in Herr Puntila und sein Knecht Matti von Bertolt Brecht – Regie: Andreas Kriegenburg
- Die Schere (Monolog) von Dea Loher – Regie: Christina Rast

Thalia Theater Hamburg 2004–2009  (Auswahl)
- Die Schauspielerin in Der Reigen von Arthur Schnitzler – Regie: Michael Thalheimer
- Helene in Vor Sonnenaufgang von Gerhart Hauptmann – Regie: David Bösch
- Karoline in Kasimir und Karoline von Ödön von Horváth – Regie: Stephan Kimmig
- Benvolio in Romeo und Julia von William Shakespeare – Regie: Andreas Kriegenburg
- Ophelia in Hamlet von William Shakespeare – Regie: Michael Thalheimer
- Elke Volkerts in Der Schimmelreiter von Theodor Storm – Regie: Jorinde Dröse
- Elisabeth in Maria Stuart von Friedrich Schiller – Regie: Stephan Kimmig
- Elmire in Tartuffe von Molière – Regie: Dimiter Gotscheff
- Helena in Ein Sommernachtstraum von William Shakespeare – Regie: Jorinde Dröse
- Olga in Die schmutzigen Hände von Jean-Paul Sartre – Regie: Andreas Kriegenburg
- Effi Briest in Effi Briest nach Theodor Fontane – Regie: Jorinde Dröse
- Cordelia in King Lear von William Shakespeare – Regie: Andreas Kriegenburg

2016
- Erzählerin in Mutter, lügen die Förster – Regie: Judith Kuckart (Droste Tage 2016)
- Performance in Simulacrum X (Part II) – Regie: Ruben Reniers (Dock 11 Berlin)

2017
- Medea in Medea – Regie: Christin Rast (Staatsschauspiel Dresden)

## Auszeichnungen
- 2002 Theater heute Beste Nachwuchsschauspielerin
- 2005 Boy-Gobert-Preis der Körber-Stiftung Hamburg